# 埼玉県立幸手高等学校
埼玉県立幸手高等学校（さいたまけんりつ さってこうとうがっこう）は、埼玉県幸手市平須賀にあった県立高等学校。略称は幸高。平成25年（2013年）4月1日、埼玉県立幸手商業高等学校と再編統合。旧県立幸手商業高等学校の所在地で新たに埼玉県立幸手桜高等学校として開校した。

## 年表
- 1980年 - 埼玉県立幸手高等学校設立。
- 2009年 - 埼玉県教育委員会が、県立高等学校「後期再編整備計画」案として埼玉県立幸手商業高等学校（全日制の課程）との統合を発表。
- 2010年 - 上記の統合を控え、この年の入学生を最後に以後の生徒募集を停止。
- 2013年3月2日 - 最後の卒業式。乃木坂46がサプライズライブを行った[1]。
- 2013年3月31日 - 閉校。
- 2013年4月1日 - 埼玉県立幸手商業高等学校と統合され、埼玉県立幸手桜高等学校となった（所在地は旧県立幸手商業高等学校）。
- 2014年9月4日 - 県は高校の跡地を一般競争入札により売却することを決定（学校として活用することが入札の条件）[2]。
- 2015年 - 幸手市で日本保健医療大学を運営する学校法人共済学園が跡地を約5億円で購入[3]。

## 設置課程
- 全日制課程
  - 普通科

## 進路
- 平成20年度卒業生の主な4年制大学の進学先は、日本工業大学、国士舘大学、城西大学、文化女子大学など。

## 生徒会活動・部活動など
柔道部は男女個人戦で県大会優勝2回、男子団体戦で8強進出4回を誇る。（優勝した男子は2002茨城インターハイに出場、優勝した女子は2006山梨関東大会に出場した。なお女子は関東8強の成績を残した。）卓球部はかつては関東大会に出場するなど強豪だった。 
文化部
- マルチメディア部
- 吹奏楽部
- 美術部
- 書道部
- インターアクト部
- 演劇部
- JRC部
- 自然科学部
- ESS部
- 華道部
- 漫画研究部
- 文芸部
- 家庭部
- 将棋部

運動部
- 野球部
- サッカー部
- 卓球部
- 剣道部
- 柔道部
- ハンドボール部
- バスケットボール部（男・女）
- 陸上部
- 硬式テニス部
- バレーボール部
- バドミントン部

## 交通
- 東武日光線杉戸高野台駅東口より徒歩20分。